# 查柳馬山
16°47′3″S 70°20′4″W / 16.78417°S 70.33444°W
查柳馬山（Challuma），是秘魯的山峰，位於該國南部莫克瓜大區的涅托元帥省和塔克納大區的坎達拉韋省，處於丘里拉卡山東北面，屬於安第斯山脈的一部分，海拔高度5,187米。